# Julius Dorpmüller
Julius Heinrich Dorpmüller, född 24 juli 1869 i Elberfeld, död 5 juli 1945 i Malente, var en tysk ämbetsman och medlem i Nationalsocialistiska tyska arbetarepartiet (NSDAP). Han var generaldirektör för Deutsche Reichsbahn från 1926 till 1945 och kommunikationsminister i riksregeringen från februari 1937 till 1945.
1936   Kommendör med stora korset av svenska Kungl. Nordstjärneorden